# 歌劇魅影25週年紀念舞台版
《歌劇魅影25週年紀念舞台版》（英語：The Phantom of the Opera at the Royal Albert Hall）是為了紀念《歌剧魅影》在倫敦西區首演的25週年，在英國倫敦皇家阿爾伯特音樂廳舉行的紀念音樂會，並且同時在多個國家和地區的影院直播。此次演出改編自安德魯·勞埃德·韋伯於1986年創作的音樂劇《歌劇魅影》，該劇改編自加斯頓·勒魯（Gaston Leroux）於1910年創作的法國小說《歌劇魅影》（法語：Le Fantôme de l'Opéra） 。
為慶祝音樂劇25週年，分別在2011年10月1日晚上7點30分和10月2日星期日下午1點30分和晚上7點在皇家阿爾伯特音樂廳舉行三場特別演出，其中第三場在全球範圍內直播。所有三場表演亦被製作成光碟出售。

## 製作

### 想法
為了紀念25年的里程碑，安德鲁·劳埃德·韦伯和卡梅伦·麦金塔計劃於2011年10月在伦敦皇家阿爾伯特音樂廳進行為期3天的特別演出。
設計師馬特·金利最初計劃在O2舉辦一場類似悲慘世界25週年音樂會的演出，但麥金塔明確表示歌劇魅影25週年紀念舞台版將完整表演《歌劇魅影》。

### 皇家阿爾伯特音樂廳
在皇家阿爾伯特大廳設計舞台表演是一項嚴峻的任務，因為大廳的設計令前台表演設計變得複雜。
作為一個音樂廳而不是一個劇院，許多表演元素（如吊燈，並非掉下來，而是爆炸）必須簡化：皇家阿爾伯特音樂廳根本無法演出《歌劇魅影》原本的設計。
管弦樂隊設置在一個平台上，並用屏幕遮蓋棚架，其中歌劇場景投射到螢幕上。

### 現場直播
三場演出門票在開售後五小時內全數售罄。為了讓更多人觀看演出，最後的一場表演通過Fathom Events直播到世界各地的電影院。

## 情節

### 序幕
1919年，巴黎歌劇院，正在進行當年魅影事件遺留物的拍賣會。台上展示一個音樂盒，打開後，清脆悅耳的音樂響起（masquerade的主旋律）。年老的勞爾（Raoul）與舊識梅格·吉里女士（Meg·Giry）重逢並點頭致意，他買下了音樂盒並凝視著它，往昔的記憶湧上心頭而不禁開始低吟。而接著拍賣的是原歌劇院華麗的枝形水晶吊燈，拍賣員談到了多年前的另一件意外，以及背後的歌劇院魅影之謎。隨著電路接通，包裹着吊燈的布簾緩緩升起，吊燈重新亮起，管風琴奏起了序曲（overture），場景轉換，整個場景突然回去到49年前1870的巴黎。

### 第一幕
1881 年，即將退休的歌劇院老闆勒菲弗 (Lefevre) 中斷了歌劇《漢尼拔》(Hannibal) 的排練，並介紹他的繼任者理查德·菲爾明 (Richard Firmin) 和吉爾斯·安德烈 (Gilles André）。 當飾演迦太基皇后的女高音卡洛塔（Carlotta）高唱主詠嘆調「Think of Me」時，幕布突然落下，人們一片驚慌，紛紛低聲議論說魅影又出現了，卡洛塔憤怒地指責劇院一再無視自己的安全，宣布罷演揚長而去。
無奈中，原本扮演其中一名奴隸侍女的芭蕾舞演員－克莉絲汀·戴也（Christine Daae）被人推選出來代替卡洛塔。
令人驚訝的是，完全不被新經理看好的克莉絲汀技驚四座，這時彩排也變成了正式演出，克莉絲汀的演出獲得極大成功（Think of Me）。
人們為她的聲音叫好，而在二樓的一個包廂里，劇院的新贊助人，貴族勞爾也激動的注視著克莉絲汀，他驚喜地發現，對方是自己幼時的玩伴。
演出結束後，克里斯汀向梅格透露，她的老師是她父親在故事（「Angel of Music」）中告訴她一位天使。
然後，她在更衣室遇到勞爾，他們在那裡回憶，他們的第一次見面和他們作為玩伴的時光。
克里斯汀向他講述了音樂天使如何引導她 ，對此勞爾的回應是邀請她共進晚餐（「 Little Lotte 」）。
在勞爾離開去取帽子的那一刻， 房間裡卻響起了魅影（Phantom）憤怒的聲音（「The Mirror」），認為勞爾只是來瓜分克莉絲汀的成功與搶走克莉絲汀。 。
歌劇魅影「The Phantom of the Opera」的主題響起，克莉絲汀惶恐又喜悅地召喚魅影顯身，魅影回答：看著鏡子中你的臉吧，我就在那裡。漸漸的，在鏡子中真的出現了魅影的影子，他的臉上帶著一張白色的面具，威嚴而無法琢磨，鏡子像門般滑開了，魅影從中伸出手將克莉絲汀拉進了黑暗。（The Phantom of the Opera）
這是歌劇院的秘密空間，魅影牽著克莉絲汀穿梭在其中；到了地下湖，克莉絲汀與魅影坐在一條船上，蠟燭在迷霧中閃爍著幽明的光，若有似無的風在黑暗中吹動，他們唱起了夜晚的音樂，歌聲和諧柔美。魅影帶著克莉絲汀來到了地下迷宮的深處，這裡就仿佛他的王國一般，克莉絲汀沉浸在夢幻般的世界和魅影美妙的「Music of the Night」中。在歌聲下睡著，魅影溫柔地把她安置在床上，在一個音樂盒的伴聲中，克莉絲汀在魅影的地下宮殿中度過了一夜。
醒來後的克莉絲汀，面前是正沉浸於創作音樂而不能自我的魅影背影，（I remember there was a mist）她突然產生好奇而偷偷揭開了魅影的面具，裡面出現了一張變形而極其恐怖的臉。被發現自己真相的魅影暴怒而大聲詛咒。（Stranger than you dream it）
但咒罵過後，他又恢復了冷靜，輕聲告訴克莉絲汀說自己是如此愛她，將來你也會了解這面具後的靈魂，克莉絲汀也似乎被他感動抑或是被嚇壞了，同情地將面具遞還給魅影，魅影則將其送返地面。
同時，舞台工人約瑟夫·布奎特告訴梅格和其他合唱團女孩注意魅影可怕，吉里夫人對他發出一個可怕的警告 （「Magical Lasso」）。
不久後，還在為女主角失蹤而焦頭爛額的劇院經理們及其他幾人都收到署名為O.G.（Opera Ghost）的信（「note」），上面是魅影提出的種種要求，包括威逼要求在新劇《啞僕》（「Il Muto」）（風格屬於輕歌劇）中讓克莉絲汀演主角，而卡洛塔演一個沒有台詞的僕人當陪襯。卡洛塔受不了這侮辱而大鬧，經理等人連忙寧事息人，經理們向卡洛塔保證，她現在是而且永遠都是明星（「Prima Donna」），並決定卡洛塔仍然唱主角（Prima Donna），克莉絲汀飾演沒台詞的僕人。

在上演時，勞爾乾脆坐進了魅影要求為其保留的第五包廂里，演到一半，劇院四面響起了魅影的詛咒，吊燈忽明忽暗，人們找不到真正的魅影所在，這時卡洛塔還在保持架子喝令克莉絲汀禁止開口，自己卻突然被人動手腳而變得嗓音嘶啞難聽如同蛤蟆。（Poor fool, he makes me laugh.）
在一片鬨笑和混亂中，經理只得宣布讓克莉絲汀臨時改演主角，並先演出第三幕的芭蕾舞。

但這還沒完，原本一直吹噓自己絲毫不怕魅影的控幕員布克，突然已被魅影用繩勒死而掉落到舞台上，人群尖叫著逃離劇場，而克莉絲汀恐懼地大叫勞爾名字，勞爾趕來將她帶離舞台，兩人倉促之中躲到了劇院天台上。（Why have you brought me here?）
勞爾並不害怕也不相信魅影的存在，唱出了劇中著名的「All I Ask of You」來安慰克莉絲汀，兩人的心在這歌聲中聯繫起來，產生了對彼此的感情而正式定情。躲在一邊的魅影看著他們幸福的離去，用同樣的旋律唱出了他心中的傷痛，沙啞的聲音一遍遍呼喚克莉絲汀的名字，但得不到回答，和兩人幸福的背景合唱形成了鮮明的對比，（All I ask of you (reprise)）憤怒的火焰要將他燒成灰燼，他詛咒說要報復兩人，在他的狂笑聲中，劇院的大吊燈冒出火花，第一幕結束。

### 第二幕
接下來的日子裡，魅影突然如同消失一般不見蹤影，六個月後，劇院舉行了一場化妝舞會，穿著奇裝異服的人們打扮成魅影的樣子唱起了劇中華麗的一首合唱「Masquerades」，慶祝和嘲笑不攻自破的對手。克莉絲汀與勞爾也在人群中，他們此時已偷偷的訂婚並討論婚嫁，等到魅影事件結束就要結婚，但因為恐懼的克莉絲汀不敢將戒指戴在手上，而改成項鍊戴在脖子上。眾人正在狂歡的最高潮，化妝成紅衣死神的魅影突然出現，將一封新手稿《唐璜的勝利》（Don Juan Triumphant）擲給劇院經理要求克莉絲汀繼續為自己歌唱，並警告，如果有人不服從他的指示，將會發生可怕的後果，並宣佈克里斯汀屬於他，之後就消失了（「 Why So Silent 」）。 眾人惊慌失措时，勞爾質問吉里夫人，為了不讓有更多人犧牲的吉瑞夫人才告訴此人她隱瞞的一切。原來她幾十年前的少女時期，巴黎來過由吉普賽人率領的馬戲團，除了表演雜耍，還會展出一些畸形人供大家娛樂。其中有一個被關在籠子裡的怪臉孩子，正是如今人們所害怕的歌劇魅影，雖然他擁有過人的天賦，卻因其醜陋外表而被親生母親拋棄，變賣給奴隸人口販子進而轉到吉普賽人的馬戲團，之後更受人歧視凌虐，最後不得不殺了欺負他的人逃跑，成為了心理極度扭曲的可憐人，當時還正在學習芭蕾的吉瑞夫人因同情而帶著他躲進迷宮，大家遍尋不著，都以為他已經死在某個角落。由於魅影長期居住在不為人知的世界中，所以對歌劇院和地下迷宮的結構瞭如指掌，並將此地大幅度改造成為他的藝術領域。魅影不但是個知識淵博的天才，甚至是建築師、音樂家、作曲家和魔術師。而聽到這一切的勞爾，心中飄過一絲寒意。
這讓經理再也不敢違抗，而勞爾覺得可以利用這個機會將魅影除掉，因為那天演出時魅影肯定會再次到場，將是和魅影做了結的最好機會，克莉絲汀感到為難。
經理們不情願地準備製作唐胡安時，卡洛塔指責克莉絲汀組織了整個事件，克莉絲汀通過為自己辯護來回應。
吉里夫人帶著一封信出現，上面有對卡洛塔、皮安吉、經理和克莉絲汀的指示。
當她讀完時，勞爾知道魅影對他的未婚妻的痴迷，決定用首映式來捕捉他。他乞求不情願的克莉絲汀幫助，但她拒絕了 （「Notes/Twisted Every Way」）。
在一次災難性的排練之後，克莉絲汀前去自己父親墳墓前祈禱尋求解脫。在墓碑前，她祝願既敬畏又可憐的魅影也能得到幸福，她祈禱父親能指引自己。這時魅影偽裝成父親的聲音，用一曲具魅惑力的「Wandering Child」開始引誘她，克莉絲汀仿佛被父親的影子所吸引，開始情不自禁地走向魅影，幸好這時勞爾及時趕到，兩人刀光劍影的正面交鋒中，魅影不敵勞爾，克莉絲汀阻止了兩人並選擇與勞爾一起走，惱羞成怒的魅影惡毒咒罵說大家今日已成水火，並向他們兩人宣戰。 （“ Bravo, Monsieur ”）。
上演當晚，一切安排就緒，警察將大門一一鎖上，勞爾命令其中一名警員瞄準了第五包廂，每一個人都屏住了呼吸，警員卻沒有聽從指示，過早開槍，此時傳來魅影的聲音，嘲諷勞爾的行動。
而在舞台上，魅影已經神不知鬼不覺地代替了原來的男主角皮阿吉，出演帶著面具偽裝成好友去戲弄對方妻子的唐璜。只有克莉絲汀敏感地察覺到與自己合演的正是魅影本人，隨後與魅影假戲真唱，一曲「The Point of No Return」，在魅影悲壯的歌聲中，克莉絲汀鼓起了勇氣，在眾目睽睽之下將他的面具脫下。
劇院中的觀眾一片尖叫，但一切都仿佛在魅影的操縱中，在一片混亂間拉著克莉絲汀消失在地下，只有勞爾在知道魅影真相的吉瑞夫人的指引下找到了進入迷宮的道路，緊追兩人不捨。
迷宮深處，魅影果然又帶著克莉絲汀來到地下室，他正沉浸在小小獲勝的喜悅中，突然又被遠遠傳來的人們的叫喊聲攪亂心情。捧著婚紗的魅影對著不斷掙扎的克莉絲汀痛恨地說，是自己這扭曲的臉毒害了他們之間的愛情，並再次對克莉絲汀提出，要她接受自己炙烈的愛意，同時憤怒地質問克莉絲汀，為什麼這個世界會對他這麼不公平，只因為長了一副令人可怕，連親生母親都不願正眼以對他的面容，給他的第一件衣物是面具。克莉絲汀告訴他，之所以覺得世界對他不公並不全是世人的錯誤，而是因為他自己囚禁了自己的靈魂，並且與世人為敵，為了達到目的而不惜殺人或者奪取他人所愛，所以她對他的感情已經從同情轉為憎恨而沒有絲毫的愛，再說人們害怕的不是魅影的臉而是他的心。
勞爾好不容易趕到去救克莉絲汀，卻被魅影用機關抓住陷入絕境，並乘機以此威脅克莉絲汀。但克莉絲汀卻在危急下被愛情激發出了勇氣，她慢慢抬起頭、泛著淚水，走到魅影的面前，告訴他自己已經不再害怕那張醜陋的臉，因為他的心比任何人都脆弱而值得同情。在華麗的音樂中，克莉絲汀上前親吻了魅影的嘴唇，魅影也終於被這偉大愛情所救贖和崩潰，明白愛那個人就該放她自由。他釋放了勞爾，要求勞爾帶著克莉絲汀立刻離開，把一切全都忘記並遠走高飛。最後他面對心愛的八音盒，獨自吟唱起象徵告別、毀滅、和新生的詠嘆調，也是最後的「The Music of the Night」。克莉絲汀最後將魅影給她的戒指還他，並無語地用眼神告別、祝他安好。隨著韓晤與克莉絲汀划著船逐漸遠去的和聲，魅影發洩般地砸毀了地下宮殿。
魅影鑽入綢布內，走入密道離去，他的寶座上只留下魅影的一隻面具與一台音樂盒。梅格來到地下室，只在空蕩蕩的大廳里發現了一個面具，從此再也沒人聽過魅影那魔幻的聲音了.......

### 後續
在演出之後，安德魯·勞埃德·韋伯向觀眾發表感想，然後邀請本次音樂會和原創創作團隊，倫敦西區和百老匯的首演演員，包括邁克爾·克勞福德和莎拉·布萊特曼。 然後，布萊特曼與康姆·威爾金森、安東尼·沃洛、彼德約貝克和約翰·歐文·瓊斯一起演唱「The Phantom of the Opera 」 ，其後拉明·克林魯加入與四位曾飾演魅影的演員一同演唱「 The Music of the Night 」，演唱尾聲其他演員和創意團隊加入。

## 演員
- 拉明·克林魯 飾 魅影
- 席艾拉·波格斯 飾 克莉絲汀·黛也
- 哈德里·福瑞澤 飾 勞爾‧夏尼子爵
- 溫蒂·弗格森 飾 卡洛塔
- 利茲·羅伯遜 飾 吉里夫人
- 黛西·梅伍德( Daisy Maywood ) 飾 梅格・吉瑞
- 貝瑞·詹姆斯 飾 李察·弗明
- 加雷思·斯諾克 飾 吉爾·安德瑞
- 威妮·埃文斯 飾 皮亞吉
- 尼克·霍爾德 飾 喬瑟夫·畢克
- 厄爾·卡本特 飾 拍賣師

另外包括賽門・肖頓和姬蒂·荷姆絲在第一幕「The Phantom of the Opera」中扮演魅影和克莉絲汀的替身，當時魅影和克里斯汀走在一個模擬前往魅影地下巢穴的天橋走廊上。
在DVD、藍光和數字版本中，波格斯在走廊上唱歌的鏡頭是在一次排練中拍攝的，並被添加到DVD等版本中。

## 家庭媒體
該作品是現場錄制的，後來以藍光、DVD、CD和數字下載等形式發行。
最初於2011年11月14日在英國發行。
數字下載於11月11日提前三天發行。
隨後於2012年2月7日在北美發行。
該作品還於2020年4月18日至19日在COVID-19 大流行期間通過YouTube上的The Shows Must Go On頻道作為安德魯·勞埃德·韋伯每周音樂劇系列的一部分免費播出。
由於大眾需求，它於11月再次播出。作品也可以在Google Play、亞馬遜的Prime Video和BroadwayHD上租借或購買。

## 外部鏈接
- 互联网电影数据库（IMDb）上《The Phantom of the Opera at the Royal Albert Hall》的资料（英文）
- The Phantom of the Opera at the Royal Albert Hall的Facebook專頁
- The Phantom of the Opera at the Royal Albert Hall的Instagram帳戶
- AllMovie上《The Phantom of the Opera at the Royal Albert Hall》的资料（英文）
- 爛番茄上《歌劇魅影25週年紀念舞台版》的資料（英文）